# Robert de Warren
Robert de Warren (Montevideo, 1933) è un direttore artistico ed ex ballerino britannico.

## Biografia
Robert de Warren nacque a Montevideo da genitori britannici. Dopo essersi trasferito nel Regno Unito, de Warren studiò alla Sadler's Wells School e nel 1954 si unì al Balleto Nazionale dell'Uruguay. Successivamente danzò anche con il Royal Ballet (1958-1960), il balletto di Stoccarda (1960-1962) e il balletto di Francoforte (1962-1964).
Ninette de Valois suggerì de Warren come maître de ballet e coreografo del Balletto Nazionale dell'Iran, una duplice carica che ricoprì dal 1965 al 1970. Trascorse altri otto anni in Iran come direttore della Società Folcloristica Nazionale dell'Iran, patrocinata dall'imperatrice Farah Pahlavi.
Tornato in Europa, fu il direttore del Northern Ballet dal 1976 al 1987: durante questo periodo contribuì ad incrementare il prestigio della compagnia, accentuando il repertorio classico e scritturando di frequente Rudol'f Nureev come étoile ospite. Nel 1987, su raccomandazione proprio di Nureev, de Warren fu nominato direttore del corpo di ballo del Teatro alla Scala, una carica che mantenne fino al 1991. Successivamente si trasferì negli Stati Uniti, dove fu direttore del Sarasota Ballet dal 1994 al 2007.